# Heriades perpolitus
Heriades perpolitus är en biart som beskrevs av Cockerell 1946. Heriades perpolitus ingår i släktet väggbin, och familjen buksamlarbin. Inga underarter finns listade i Catalogue of Life.